# فرانك باول
فرانك باول (بالإنجليزية: Frank Powell)‏ (و. 1886 – 1957 م) هو مخرج مسرحي، وممثل، ومخرج سينمائي، وكاتب سيناريو، وممثل مسرحي، من كندا، ولد في هاميلتون، توفي في مدينة نيويورك، عن عمر يناهز 71 عاماً.

## وصلات خارجية
- فرانك باول على موقع IMDb (الإنجليزية)
- فرانك باول على موقع ألو سيني (الفرنسية)
- فرانك باول على موقع أول موفي (الإنجليزية)
- فرانك باول على موقع قاعدة بيانات برودواي على الإنترنت (الإنجليزية)
- فرانك باول على موقع قاعدة بيانات الأفلام السويدية (السويدية)
- فرانك باول على موقع قاعدة بيانات الفيلم (الإنجليزية)
- فرانك باول على موقع كينوبويسك (الروسية)